# Édith Piaf
Édith Piaf, właśc. Édith Giovanna Gassion (ur. 19 grudnia 1915 w Paryżu, zm. 10 października 1963 w Grasse) – francuska piosenkarka. Uznawana za jedną z najwybitniejszych francuskich artystek XX wieku oraz za ikonę francuskiej piosenki.

## Życiorys

### Rodzina i edukacja
Napisano o niej wiele biografii, ale niektóre fakty z jej życia – zwłaszcza związane z jej dzieciństwem – pozostały tajemnicą, zwłaszcza że sama Piaf często zmyślała bądź podkoloryzowywała informacje o sobie. Urodziła się 19 grudnia 1915 o godz. 5:00 jako Édith Giovanna Gassion. Twierdziła, że do jej narodzin ponoć doszło na schodach przy wejściu do mieszkania przy rue de Belleville 72 w 20. dzielnicy Paryża, choć w metryce jako miejsce narodzin Piaf podany jest adres szpitala Tenon przy rue de la Chine 4 w 20. dzielnicy. Pierwsze 
imię otrzymała po Edith Cavell, przełożonej szpitala wojskowego w Brukseli, brytyjskiej pielęgniarce, której bohaterstwo przyniosło sławę i miano męczennicy okresu I wojny światowej po rozstrzelaniu przez Niemców za pomoc brytyjskim żołnierzom w ucieczce z niewoli. Drugie imię nadano jej na pamiątkę matki.
Genealogia
| 4. Victor Alphonse Gassion (1850–1928) |  |                                          |  |  |                                       |
|                                        |  | 2. Louis Alphonse Gassion (1881–1944)    |  |  |                                       |
| 5. Léontine Louise Descamp (1860–1937) |  |                                          |  |  |                                       |
|                                        |  |                                          |  |  | 1. Édith Giovanna Gassion (1915–1963) |
| 6. Auguste Eugène Maillard (1866–1912) |  |                                          |  |  |                                       |
|                                        |  | 3. Annetta Giovanna Maillard (1895–1945) |  |  |                                       |
| 7. Emma Saïd Ben Mohamed (1876–1930)   |  |                                          |  |  |                                       |
|                                        |  |                                          |  |  |                                       |

Jej ojcem był akrobata cyrkowy i mim Louis Alphonse Gassion (ur. 10 maja 1881 w Falaise, zm. 3 marca 1944 w Paryżu), a matką – Annette Giovanna Maillard (ur. 4 sierpnia 1895 w Locarno, zm. 6 lutego 1945), piosenkarka znana pod pseudonimem artystycznym „Line Marsa”; pobrali się we wrześniu 1914. Piaf ma kabylskie, włoskie i marokańskie korzenie.

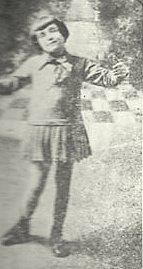
Piaf jako dziecko

Miała młodszego brata, Herberta (ur. 31 sierpnia 1918 w Marsylii, zm. 22 stycznia 1997), a także ponad 20 rodzeństwa przyrodniego (w tym siostrę, Denise) pochodzących z licznych romansów jej ojca. W dzieciństwie została porzucona przez matkę, którą znienawidziła i żywiła do niej urazę do końca swojego życia. Krótko mieszkała z babką ze strony matki, Emmą „Aichą” Saïd Ben Mohamed, która zaniedbywała wnuczkę – poiła ją alkoholem, zostawiała samą w domu i nie dbała o jej higienę. Ojciec, powróciwszy z frontu, zabrał córkę do swojej matki, Léontine Louise Descamp, która była kucharką w domu publicznym a Bernay (Eure) w Normandii. Lokalne prostytutki pomagały wychować dziewczynkę, a także nauczyły ją gry na pianinie. Przez chwilę uczyła się w szkole Paul-Ber w Bernay, a także w prestiżowej szkole Ecole, z której została wyrzucona z powodu mieszkania w domu publicznym.

### Kariera zawodowa
Jako dziecko występowała z ojcem i trupą „Les Gassions” w wędrownych spektaklach, które były wystawiane na francuskich prowincjach oraz w Belgii. Kiedy miała 10 lat, zaczęła samodzielne występy na ulicach, a pięć lat później opuściła dom rodzinny i zaczęła pracować bez ojca. Zaprzyjaźniła się z Simone „Mômone” Bertraut, z którą śpiewała na ulicach i w koszarach. W repertuarze miała dojrzały i makabryczny repertuar, m.in. piosenki: „Je suis vache” i „La fiancée du démon”. Współtworzyła trio artystyczne „Zizi, Zozette i Zouzou”. W latach 30. dorabiała, pracując w fabryce wojskowych butów i fabryce wieńców. Latem 1933 zaczęła występować w klubie nocnym „Juan-les-Pins” na rue Pigalle, później śpiewała także w klubie „Le Tourbillon” oraz na zabawach ludowych. Występowała pod pseudonimami „Tania”, „Denise Jay” i „Huguette Hélia”. Po śmierci córki w 1935, chcąc zarobić na jej pogrzeb, zaczęła się prostytuować.
Podczas jednego z występów ulicznych u zbiegu ulicy Troyon i alei Mac-Mahon, nieopodal placu Étoile, w październiku 1935 została dostrzeżona przez impresaria Louisa Leplée’a – rozpoczęła regularne występy – pod pseudonimem „La Môme Piaf” (mały wróbelek) – w jego kabarecie „Le Gerny’s” przy Champs-Élysées. Podczas swojego debiutu w tym kabarecie wykonała trzy piosenki: „Les Mômes de la cloche”, „Nini peau d’chien” i „La valse brune”. Wkrótce zaczęła szukać nowych piosenek u wydawców muzycznych, ci jednak nie byli zainteresowani współpracą z nieznaną piosenkarką. W tym czasie nawiązała bliską znajomość z poetą Jacquesem Bourgeatem, u którego pobrała wykształcenie w dziedzimy literatury i muzyki – wspólnie czytali teksty André Gide’a oraz słuchali kompozycji Fryderyka Chopina i Ludwiga van Beethovena. Bourgeat poza tym napisał dla Piaf piosenkę „Chant d’habits”. Z końcem grudnia 1935 i na początku 1936 artystka odbyła pierwszą sesję nagraniową w studiu wytwórni Polydor Records, w którym zarejestrowała cover utworu Annette Lajon „L’etranger” i piosenkę „Les Mômes de la cloche”. 17 lutego 1936 zagrała swój pierwszy galowy koncert, który odbył się na imprezie dobroczynnej w cyrku Medrano. Niedługo później podpisała kontrakt na 10 tygodni występów w audycji radiowej w Radio-City oraz nawiązała współpracę z kompozytorką Marguerite Monnot.

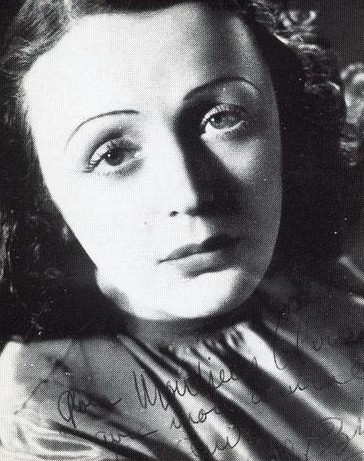
Piaf w latach 30.

Po śmierci Louisa Leplée’a w kwietniu 1936 stała się bohaterką skandalu (ponieważ zeznawała w sprawie morderstwa swojego menedżera i podejrzewano, iż znała napastników bądź była ich wspólniczką), przez co mierzyła się ze złą prasą. Podpisała kontrakt na występy w klubie nocnym „O’dett” w centrum Pigalle. Następnie odbyła trasę koncertową po prowincjonalnych kinach (we Francji, a później także w Belgii), w których śpiewała między seansami. Z pomocą Raymonda Asso podpisała kontrakt na ponad osiem tygodni w kabarecie „Boîte de Vitesses” w Nicei, gdzie akomponował jej René Cloërec, który skomponował dla niej piosenki: „C’est toi le plus fort” i „Paris-Mediterranée”. Po powrocie do Paryża kontynuowała współpracę z Asso, który napisał dla niej kilka utworów. W maju 1936 nagrała cover piosenki Fréhel „Il n’est pas distingué” i utwór „Le deux ménétriers”, w 1937 – piosenki „La java en mineur”, „Le contravandier” i „Browning”, a w styczniu 1938 – cover piosenki Marie Dubas „Mon légionnaire”. Wystąpiła w galowym koncercie na rzecz Frontu Ludowego w Vélodrome d’Hiver.

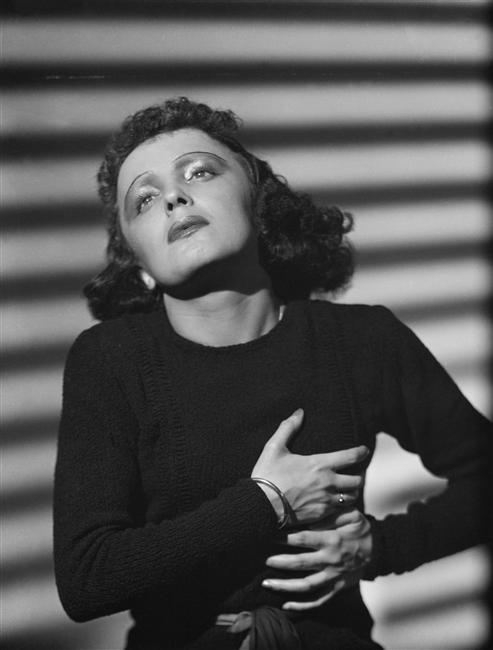
Piaf (1939)

Zagrała niewielką rolę w filmie Jeana de Limura La garçonne (1936), w którym zaśpiewała utwór „Quand même” napisany przez Louisa Poterata. Od 26 marca do 15 kwietnia 1937 śpiewała – już pod pseudonimem „Édith Piaf” – w teatrze muzycznym ABC w Paryżu, gdzie jej występy cieszyły się dużym zainteresowaniem widzów. Podczas premierowego koncertu wykonała, napisaną przez Asso i Marguerite Monnot specjalnie na tę okazję, piosenkę „Le fanion de la Légion”. W kolejnych latach kilkukrotnie śpiewała także podczas koncertów galowych w teatrze ABC. Od 29 maja do 4 czerwca 1938 występowała w teatrze Bobino w sztuce Le Spectacle de la Jeune Chanson Française, w której zaśpiewała m.in. utwór „Madeleine qu’avait du coeur”. 28 października tego samego roku wróciła do występów w teatrze Bobino, tym razem z własnym programem, do którego piosenki napisali jej Monnot i Assa, w tym m.in. „Je n’en connais pan la fin”. W tym okresie nawiązała kontakty z intelektualistami – Madeleine Robinson, Yvonne de Bray i Jeanem Maraisem.

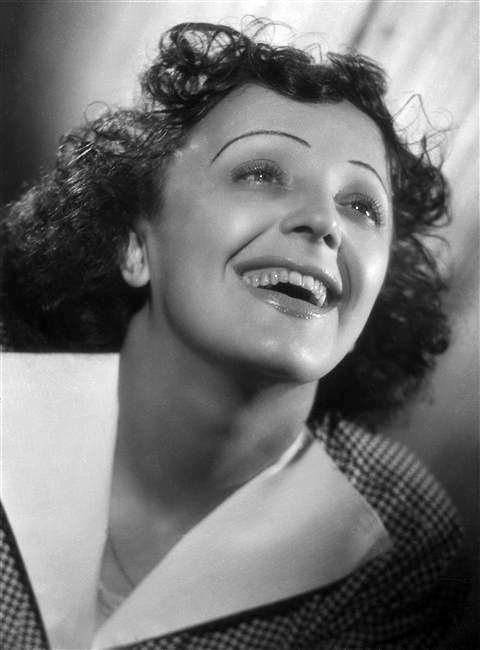
Piaf (1946)

W czasie wojny odbyła trasę koncertową po Tuluzie, a po powrocie do Paryża współpracowała z francuskim ruchem oporu i śpiewała dla francuskich jeńców w Stalagu III w Niemczech. Wiosną 1940 w teatrze Bouffes Parisiens zagrała w cieszącym się popularnością spektaklu Le bel indifférent, który napisał Jean Cocteau, zainspirowany burzliwym związkiem Piaf i Paula Meurisse’a. W tym samym teatrze zagrała także w spektaklu Les monstres sacrés w zastępstwie za Madeleine Robinson. Poza tym nawiązała współpracę z kompozytorem Michelem Emerem. 9 maja 1940 zaśpiewała w teatrze Bobino na galowym koncercie na rzecz Czerwonego Krzyża, a w trakcie występu wykonała m.in. autorski utwór (do muzyki Monnot) „Où sont-ils mes petits copains?”. Zagrała główną rolę w filmie Georges’a Lacombe’a Montmartre-sur-Seine (1941), do którego napisała piosenki: „L’homme des bars”, „J’ai dansé aver l’amour”, „Un coin tout bleu” i „Tu et partout”. W maju 1941 nagrała utwór „C’est un monsieur très distingué”. Nawiązała także współpracę z Henrim Contetem. Od 17 października do 12 listopada 1942 ponownie śpiewała w teatrze ABC. W 1943 występowała z recitalami m.in. w barze „Folies-Belleville”, w „Revue des Chansons” w Clichy, kabarecie „Vie en Rose” na Pigalle i w Casino de Paris, a także – przez miesiąc – w teatrze ABC. W tym okresie napisała utwór „Mon amour vient de finir” dla Damii, a także została członkinią Stowarzyszenia Autorów, Kompozytorów i Wydawców Muzycznych. Wiosną 1944 jej impresario został Louis Barrier, który pracował dla Piaf do końca jej życia. Niedługo po rozpoczęciu współpracy z nowym menedżerem podpisała kontrakt na dwa tygodnie występów w Moulin Rouge, gdzie występowała w duecie z Yves Montandem. Następnie wyruszyła z nim w trasę koncertową po Francji (zagrała w Orleanie, Lyonie i Marsylii), a po powrocie do Paryża wystąpili razem w teatrze Alhambra i Théâtre de l’Etoile. W 1944 wylansowała przebój „Les trois cloches” w duecie z Jeanem-Louisem Jaubertem.

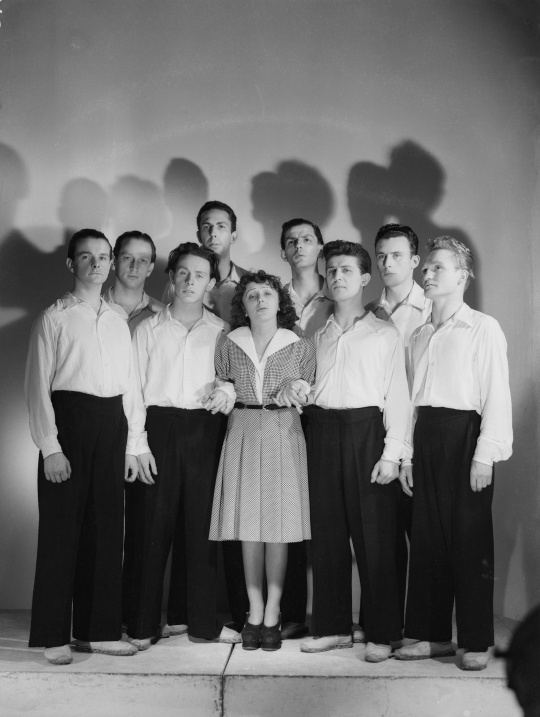
Piaf z trupą Les Compagnons de la Chanson (1946)

Zagrała służącą utalentowaną wokalnie w kasowym dramacie Marcela Blistène’a Etoile sans lumière (1946), który osiągnął sukces nie tylko we Francji, ale także w Stanach Zjednoczonych. Następnie wystąpiła także jako Christine, kierowniczka grupy biednych piosenkarzy, w filmie muzycznym Georgesa Friedlanda Neuf garçons et un coeur (1947), w którego ścieżce dźwiękowej znalazły się m.in. jej autorskie piosenki: „Sophie”, „Un refrain courait dans la rue” i „La vie en rose”. Ostatni z utworów, napisany przez Piaf w maju 1945 i nagrany przez nią w październiku 1946, stał się przebojem i pozostaje jednym z najpopularniejszych utworów w dorobku artystki. Piaf po premierze filmu odbyła trasę koncertową po Grecji. W listopadzie 1946 wyleciała – z trupą Les Compagnons de la Chanson – na koncerty do Stanów Zjednoczonych, jednak jej występy w The Playhouse w Nowym Jorku nie wzbudziły zainteresowania widzów, którzy wygwizdywali ją na scenie. Zmotywowana nieprzychylnością publiczności, podjęła naukę języka angielskiego. Po przychylnej jej recenzji dziennikarza Virgila Thompsona z „The New York Timesa” zaczęła występować w nowojorskim kabarecie „Versailles”, do którego w późniejszych latach jeszcze kilkukrotnie wracała na kolejne serie koncertów.
W styczniu 1949 wydała swój debiutancki album pt. Chansons parisiennes, którego sprzedaż przekroczyła 1 mln egzemplarzy. W kwietniu tego samego roku przez trzy tygodnie pracowała w kabarecie „Copacabana” w Paryżu. Nagrała utwór „Paris” na ścieżkę dźwiękową do filmu Mario Monicellego i Stefano Vanziny Diavolo la celebrita (1949). W grudniu tego samego roku napisała słowa do piosenki „Hymne à l’amour”, którą po raz pierwszy wykonała publicznie w styczniu 1950 w paryskiej Salle Pleyel i nagrała w maju tego samego roku. Singiel z tym utworem, uważanym jest za najlepszą piosenkę w dorobku Piaf, rozszedł się w wielomilionowym nakładzie.

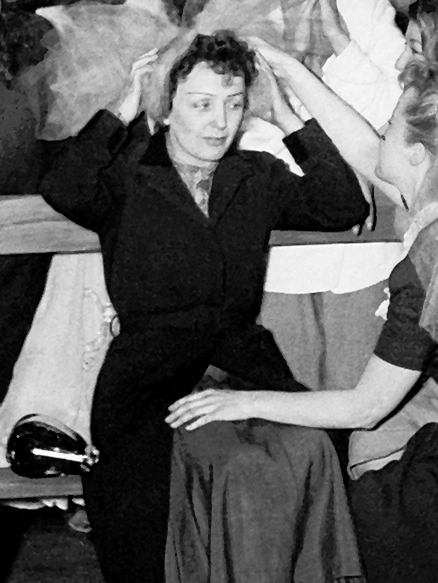
Piaf w spektaklu La P’tite Lili (1951)

W 1951 zagrała tytułową rolę w docenionym przez krytyków i widzów spektaklu La P’tite Lili w teatrze ABC. Poprzez występy w tej sztuce wylansowała swoje kolejne przeboje: „Si, si, si” i „Demain il fera jour”. Występowanie w La P’tite Lili przerwała po wypadku samochodowym z 14 sierpnia 1951, w którym odniosła poważne obrażenia, m.in. złamała lewe ramię. Również w 1951 z utworem „La chanson de Catherine” zwyciężyła w Concours de Deauville. Pod koniec tego samego roku nagrała cover piosenki Juliette Gréco „Je hais les dimanches”, a w 1952 – piosenki „Mon ami m’a donné” i „Je t’ai dans la peau”. Również w 1952 otrzymała Grand Prix du Disque za utwór „Le chevalier de Paris”. Poza tym odbyła trasę koncertową po USA z Jacquesem Pillsem, a po powrocie do Francji kontynuowali wspólne występy po paryskich lokalach, m.in. w wynajętym przez nią Théâtre Marigny w Paryżu. W tym teatrze w 1953 ponownie zagrała główną rolę żeńską w spektaklu Le bel indifférent. W tym okresie mierzyła się z silnym uzależnieniem od narkotyków i alkoholu, co negatywnie wpływało na jakość jej występów, przez co zniechęcała do siebie organizatorów koncertów i publiczność. W maju 1953 nagrała utwór „Les amants de Venise”. W 1954 odbyła trzymiesięczną trasę koncertową z Super Circus. Zagrała także epizodyczne role w filmach: Boum sur Paris (1953) Maurice’a de Canonge’a, Gdyby Wersal mógł mi odpowiedzieć (Si Versailles m’était conte, 1954) Sachy Guitry’ego i French Can-Can (1954) Jeana Renoira.

Piosenkarz Ivon Curi i Edith Piaf (1957)

W styczniu 1955 zadebiutowała występem w paryskiej Olympii, w której grała recitale przez kolejne kilka lat i biła kolejne rekordy sprzedaży biletów w tym teatrze. Występami w Olympii umocniła swoją pozycję jako największej gwiazdy francuskiej piosenki. W repertuarze, który prezentowała w tym teatrze, znalazły się m.in. utwory: „Heureuse”, „La Goualante du pauvre Jean”, „L’homme á la moto” i „Les amants d’un jour”. Pod koniec 1956 po raz pierwszy wystąpiła w Carnegie Hall w Nowym Jorku, w którym później zagrała jeszcze kilkukrotnie. Jej występ z 13 stycznia 1957 został zarejestrowany przez Stephena F. Temmera i wydany w 1977 na podwójnym albumie koncertowym pt. Edith Piaf At Carnegie Hall (13th January 1957). Odrzuciła propozycje koncertów w Australii i Nowej Zelandii. Następnie odbyła prawie roczną trasę koncertową po USA (wystąpiła m.in. w Las Vegas, Chicago i San Francisco), później zagrała serię koncertów w Ameryce Południowej (w Rio de Janeiro, Buenos Aires i Peru). 25 listopada 1957 nagrała co najmniej pięć piosenek: „La foule”, „Les grognards”, „Les prisons du roi”, „Salle d’attente” i „Opinion publique”. W 1958 wydała książkę autobiograficzną pt. „Au bal de la chance” (Na balu szczęścia) oraz odbyła kolejną trasę koncertową po Francji.

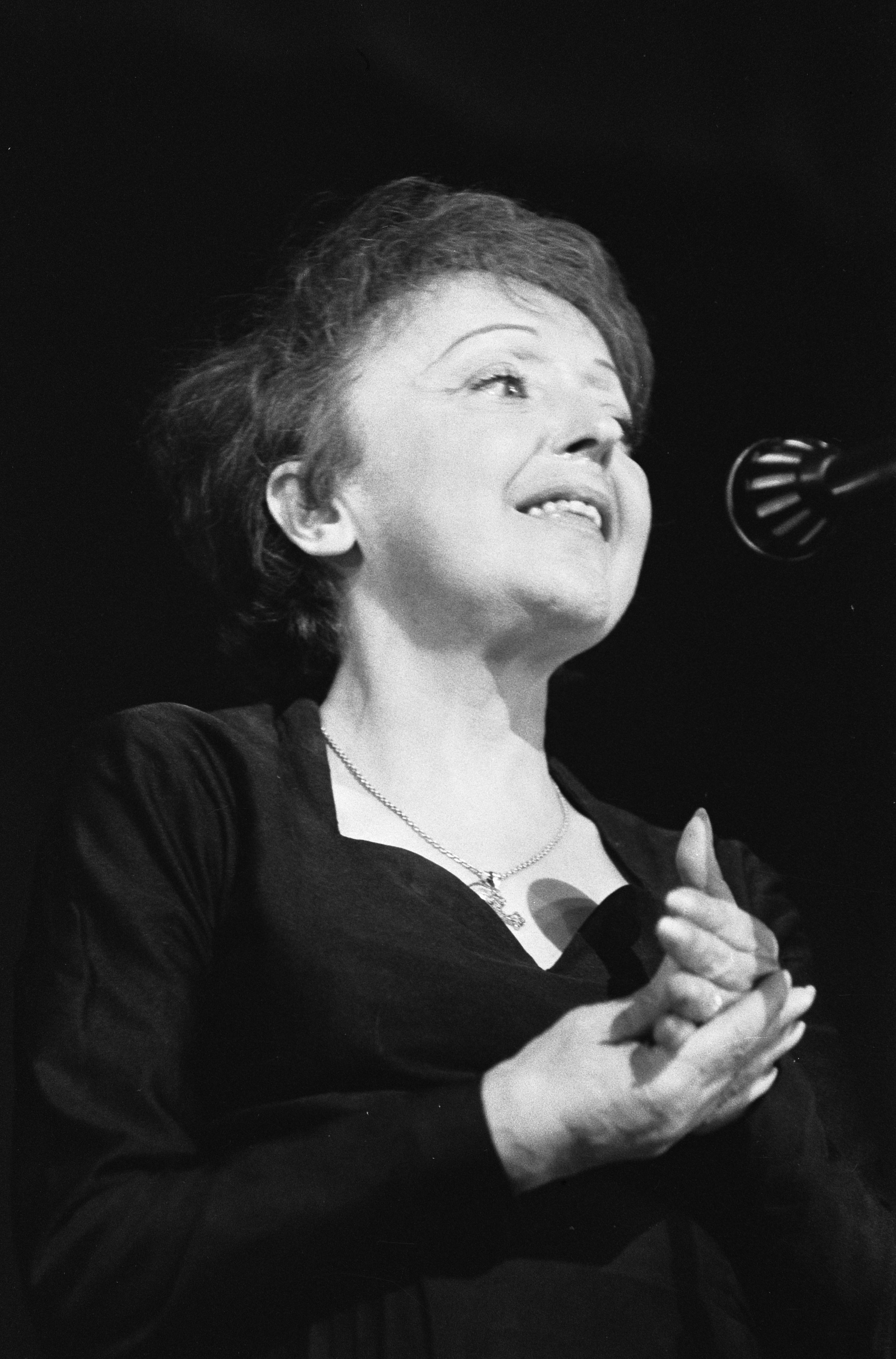
Piaf (1962)

Zagrała Simonę w dramacie muzycznym Marcela Blistène Les amants de demain (1959), który był ostatnim filmem fabularnym w karierze aktorskiej. Na potrzeby ścieżki dźwiękowej do filmu nagrała piosenki: „Tant qu’il y aura des jours”, „Fais comme di”, „Les neiges de Finlande”, „Et pourtant” i tytułową „Les amants de demain”. Na początku 1959, mimo poważnych problemów zdrowotnych (np. 20 lutego zemdlała na scenie i trafiła do szpitala, gdzie zdiagnozowano u niej pęknięcie wrzodu żołądka) zagrała serię koncertów w Waldorf Astoria w Nowym Jorku. Po powrocie do Francji zagrała trasę koncertową po ojczyźnie, którą odbyła mimo złamania trzech żeber w wypadku samochodowym – w trakcie występów kilkukrotnie schodziła ze sceny, by za kulisami przyjąć kolejne dawki morfiny. Następnie pojechała do Szwecji, by zagrać koncert w teatrze muzycznym „Bernasbee” w Sztokholmie, ale podczas występu zemdlała. Również w 1959 nagrała piosenki: „Fautpas qú il se figure”, „I’es beau tu dais” i „Milord”, przy czym trzeci z utworów stał się przebojem, m.in. odniósł sukces na brytyjskiej liście przebojów. Latem 1959 poznała Charlesa Dumonta, autora utworu „Non, je ne regrette rien”, który stał się największym przebojem w jej dorobku muzycznym. W maju 1960 nagrała materiał na album pt. Huit chansons nouvelles, a w październiku tego samego roku – mimo protestów bliskich jej osób, zmartwionych jej sytuacją zdrowotną – rozpoczęła ośmiotygodniową trasę koncertową po francuskich prowincjach. Występowała mimo poważnych problemów ze zdrowiem – zdarzało jej się tracić dech podczas śpiewania, innym razem miała problemy z poruszaniem się czy też z utrzymaniem równowagi. W trakcie trasy nagrała 12 piosenek, w większości autorstwa Dumonta.
29 grudnia 1960 zagrała koncert inaugurujący kolejny sezon jej występów w Olympii. Koncert, uznawany za największy i najważniejszy w karierze Piaf, został zarejestrowany i wydany na albumie, który rozszedł się w wielomilionowym nakładzie i doczekał się wielu wznowień. Od stycznia do kwietnia 1961 nagrała 16 piosenek. W tym samym roku napisała słowa do baletu La Voix i udała się w kolejną trasę koncertową po Francji, a po jednym z koncertów przeszła operację zrostów jelitowych. Również w 1961 premierę miał album pt. Edith Piaf et Charles Dumont chantent l’amour, który w ciągu tygodnia od premiery rozszedł się w nakładzie 250 tys. egzemplarzy. Piaf na płycie umieściła m.in. utwór „Les amants”, który w 1962 zaśpiewała w programie telewizyjnym 5 Colonnes à la Une. W tym samym roku premierę miała, wydana nakładem wydawnictwa Éditions de l’Heure, książka biograficzna Pierre’a Hiégela Édith Piaf. 25 września 1962 artystka zagrała swój ostatni galowy koncert, który odbył się na szczycie Wieży Eiffla z okazji premiery filmu The Longest Day. Pod koniec 1962 zagrała serię recitali wzdłuż Lazurowego Wybrzeża. Następnie wróciła na kolejny sezon do Olympii, który musiała skrócić do dwóch tygodni ze względu na swój słaby stan zdrowia. 3 grudnia 1962 w studiu Pathé-Marconi odbyła ostatnią z swoim życiu sesję nagraniową i podczas niej zarejestrowała utwór „Le rendes vous”. Zagrała także serię koncertów w Belgii. 18 lutego 1963 w teatrze Bobino zagrała ciepło przyjęty przez publiczność recital z Théo Sarapo jako wykonawcą towarzyszącym. Następnie wyruszyła w kolejną trasę koncertową. 18 marca 1963 w operze w Lille zagrała ostatni koncert w swoim życiu.

### Choroba, śmierć i upamiętnienie

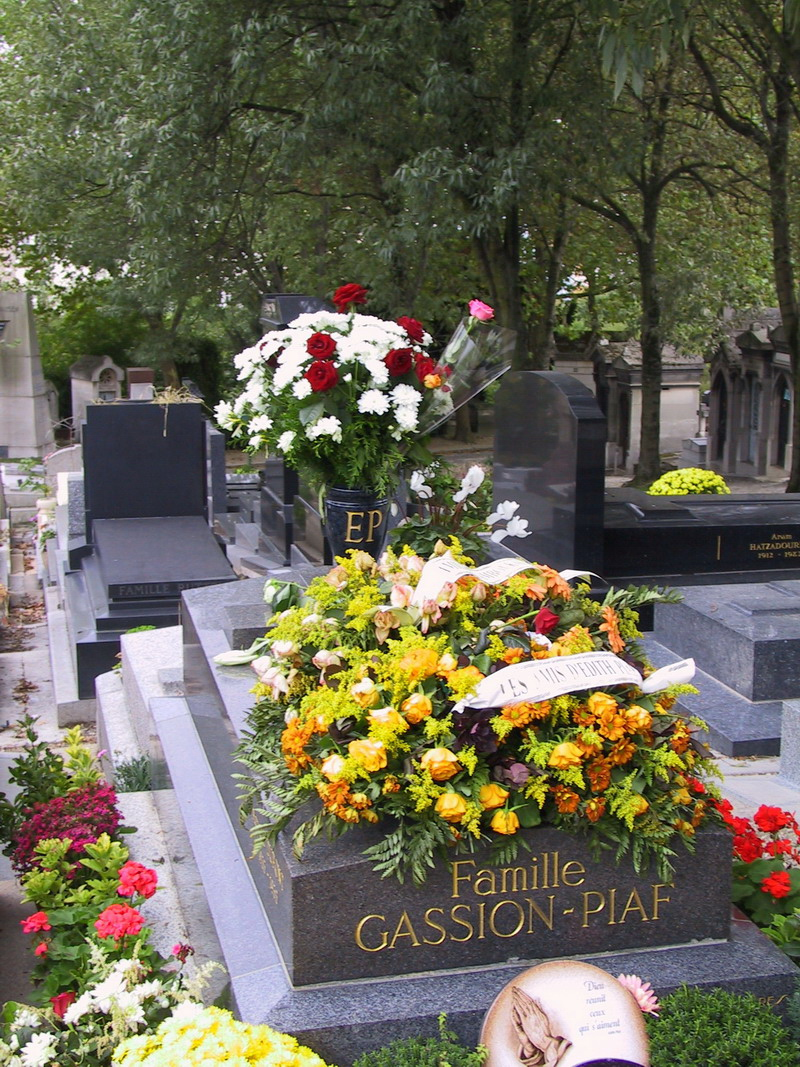
Grób Édith Piaf, jej ojca oraz męża

Chorowała na reumatyzm. 10 kwietnia 1963 stwierdzono u niej obrzęk płuca, zapadła w śpiączkę i przebywała w klinice Ambroise Paré w Neuilly. 20 sierpnia zapadła w śpiączkę wątrobową i trafiła do Meridien Clinic w Cannes. 9 października 1963 zapadła w kolejną śpiączkę, a następnego dnia zmarła. Chorowała na raka wątrobowokomórkowego. Została pochowana 14 października na cmentarzu Père-Lachaise w Paryżu; wzdłuż trasy konduktu żałobnego zebrało się ok. 2 mln ludzi, a w uroczystościach na cmentarzu wzięło udział 40 tys. żałobników.
Na początku 1964 premierę miała książka ze wspomnieniami Piaf pt. „Ma vie” (Moje życie), która jest zbiorem artykułów i wywiadów z artystką publikowanych w tygodniku „France-Dimanche” w latach 1961–1963. W 1969 nakładem wydawnictwa Editions Robert Laffont ukazała się książka biograficzna pt. „Piaf” autorstwa Simone „Mômone” Berteaut.

## Charakterystyka muzyczna
Słynęła z niebywałej ekspresji i dramatyzmu w wykonywaniu piosenek specjalnie dla niej pisanych. Jej chropowaty i stosunkowo niski głos kontrastował z drobną sylwetką (140 cm). Podczas występów opierała ręce mocno ma biodrach bądź nimi oszczędnie gestykulowała, co stało się cechą charakterystyczną jej wystąpień, podobnie jak stanie w kilkunastocentymetrowym rozkroku. Oprócz jej talentu publiczność przyciągała otaczająca artystkę legenda, wynikająca z jej przeszłości (m.in. porzucenie przez matkę, dorastanie w biedzie), ale także z burzliwego życia osobistego (m.in. nieudane związki uczuciowe i śmierć Marcela Cerdana), które z jednej strony zwiększały dramatyzm jej recitali, a z drugiej – pogłębiały chorobę, z którą zmagała się heroicznie do końca życia (była uzależniona od alkoholu i narkotyków oraz cierpiała na depresję).
Od początku kariery na występy ubierała się na czarno, zazwyczaj w krótkie sukienki. Przez wiele lat występowała z potarganymi włosami, które farbowała na rudo. Na znak żałoby po Marcelu Cerdanie, ówczesnym partnerze życiowym, pod koniec 1949 ścięła włosy na krótko i pozostała wierna tej fryzurze do końca swojego życia. Nosiła na szyi medalik z wizerunkiem świętej Teresy z Lisieux oraz krzyżyk podarowany jej przez Marlene Dietrich.
Na początku kariery w repertuarze miała utwory Dami, Fréhel i Yvonne George. Jej idolką była Marie Dubas. We własnych piosenkach śpiewała m.in. o utraconej miłości i śmierci, ale też o żołnierzach i innych mundurowych. Piosenki solowe pisali dla niej m.in. Raymond Asso („Mon Légionnaire”, „Browning”, „Paris-Méditerranée”, „Elle fréquentait la rue Pigalle”, „Je n’en connais pas la fin”, „Le Grand Voyage du pauvre nègre”, „Un jeune homme chantait”, „C’est lui que mon coeur a choisi”), Michel Emer (m.in. przeboje: „L’Accordéoniste”, „De l’autre côte de la rie” i „Les amants de Venise”), Marguerite Monnot (m.in. „Mon Légionnaire”, „Je m’imagine” i „Légende”), Henri Contet (m.in. piosenki: „Le Brun et le Blond”, „C’était une histoire d’amour”, „Vagabond”, „Monsieur Saint-Pierre”, „Un air d’accordéon”, „Les histoires du coeur”, „Y’a pas d’printemps”, „Coup de grisou”, „Monsieur Saint-Pierre”, „Mariage”, „Le Petit Homme”, „Bravo pour le clown” i „Le chasseur de l’hotel”), René Rouzaud, Georges Moustaki („Eden Blues”, „Les orgues de barbarie”, „L’étranger”, „Le gitan et la fille” czy „Milord”) i Charles Dumont („Non, je ne regrette rien”). Sama także pisała bądź współtworzyła swoje utwory, m.in. „La Vie en Rose”, „Il a”, „Tous mes rêves passés”, „Un refrain courait dans la rue”, a także „Chanson bleue”, „Hymne à l’amour” i „Le belle histoire d’amour”, które napisała z myślą o Marcelu Cerdanie (którego uważała za miłość swojego życia).

## Wpływ na popkulturę
W trakcie kariery pomagała młodym piosenkarzom i aktorom, ułatwiając im start artystyczny; wśród nich byli m.in. Yves Montand, Charles Aznavour, Eddie Constantine, Félix Marten, Claude Figus i Théo Sarapo, a także zespół Les Compagnins de la Chanson.

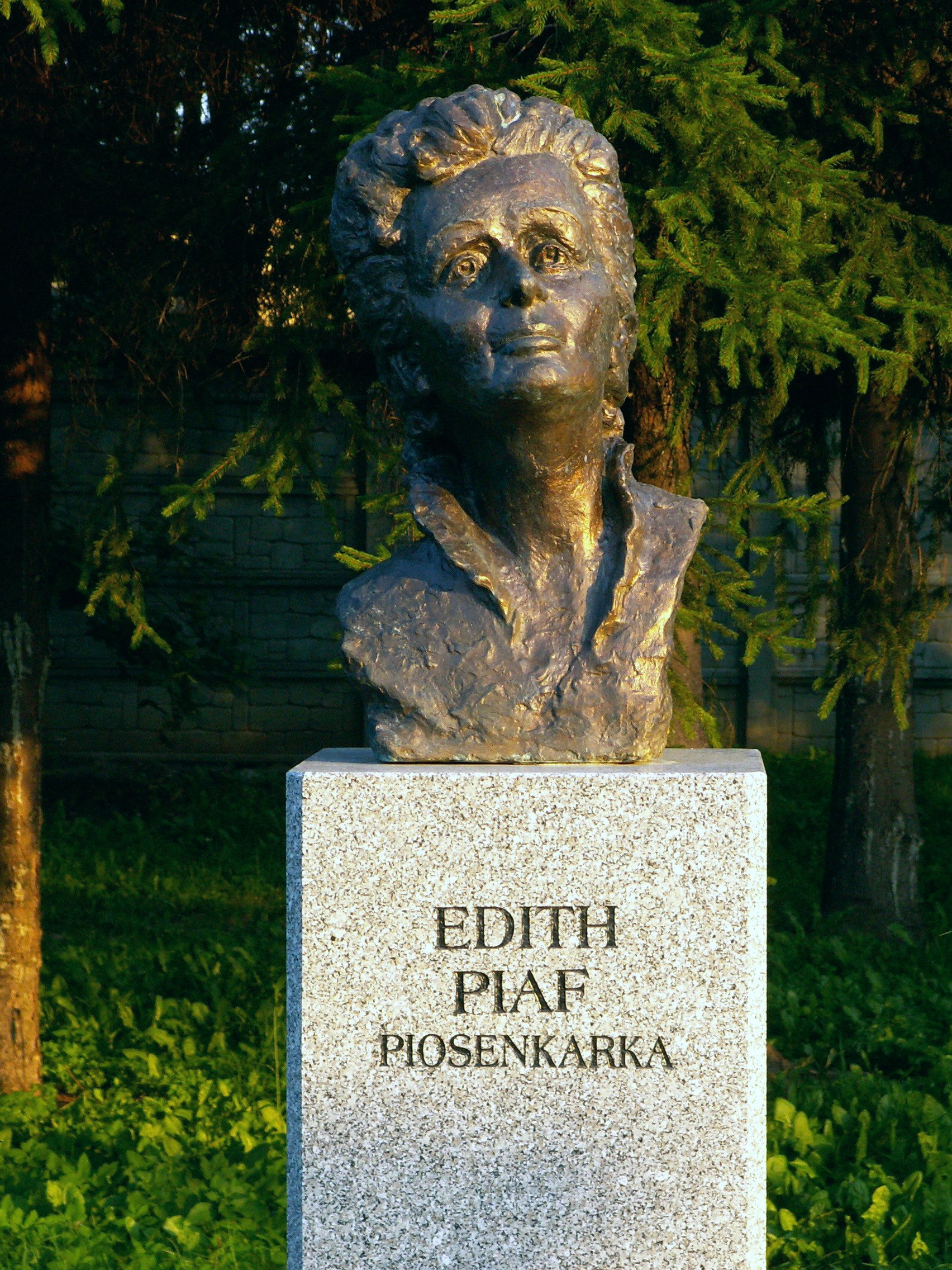
Popiersie Édith Piaf w Alei Sław na Skwerze Harcerskim w Kielcach

Nazywana jest największą pieśniarką dramatyczną (chanteuse-réaliste) XX wieku i największą śpiewaczką w dziejach piosenki francuskiej. Wiele osób inspirowało się jej muzyką i pisało własne piosenki. Twórczość artystyczna Piaf należy do klasyki piosenki francuskiej i jest chętnie słuchana na całym świecie i wznawiana przez wydawnictwa muzyczne. Swoje wersje piosenek Piaf nagrało wielu innych artystów, m.in. Shirley Bassey, Dorothy Squires, Marlene Dietrich, Hildegard Knef, Peggy Lee. Mimo że nigdy nie występowała w Wielkiej Brytanii, była tam niezwykle popularna.
Piaf jako swoją inspirację wymieniają wykonawczynie, takie jak m.in. Mireille Mathieu, Georgette Lemaire i Betty Mars.
O jej burzliwym związku z Marcelem Cerdanem powstał fabularyzowany film biograficzny Claude’a Leloucha Edith et Marcel (1983), w którym w postać Piaf wcieliła się Évelyne Bouix.
W 1977 przy Crespin du Gast nr 5 w Paryżu powstało Muzeum Édith Piaf, którego założycielem i właścicielem jest Bernard Marchois, sekretarz – działającego od 1967 – stowarzyszenia przyjaciół Édith Piaf („Amis d’Édith Piaf”). We wrześniu 1981 placu na skrzyżowaniu rue Belgrand i rue Capitaine Ferber nadano imię Édith Piaf.

## Życie prywatne

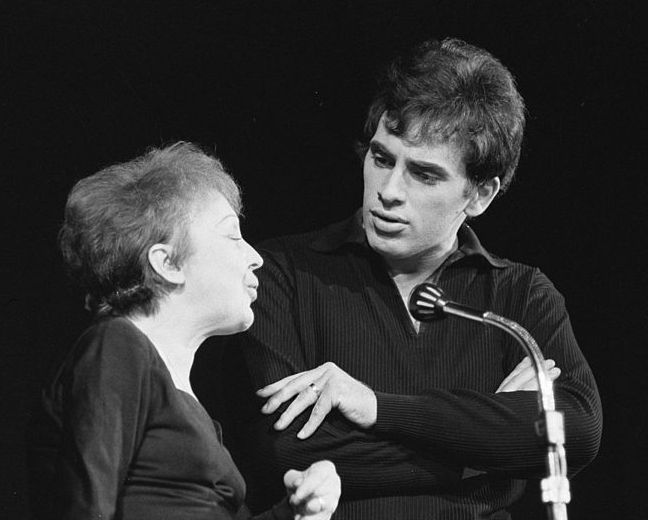
Piaf i Théo Sarapo (1962)

Piaf i Marlene Dietrich (1959)

Na początku 1932 związała się z Louis Dupontem, z którym miała córkę Marcelle (ur. luty 1933, zm. sierpień 1935), zmarłą na zapalenie opon mózgowo-rdzeniowych. W drugiej połowie lat 30. miała kilkumiesięczny romans z piosenkarzem i kompozytorem Roméo Carlèsem. Następnie przez trzy lata pozostawała w nieformalnym związku z kompozytorem Raymondem Asso i przez dwa lata – z piosenkarzem Paulem Meurisse’em. W latach 40. była związała z dziennikarzem Henrim Contetem i Takosem Menelasem oraz piosenkarzami: Yves Montandem i Jeanem-Louisem Jaubertem. W latach 1948–1949 miała romans z bokserem Marcelem Cerdanem, który wówczas był żonaty. W 1951 romansowała z Eddie’em Constantine’em, następnie przez ponad rok była związana z kolarzem Andrém Pousse’em, a później romansowała z kolarzem Louisem Géraldinem. 29 lipca 1952 wzięła ślub cywilny (a 20 września tego samego roku – kościelny) z piosenkarzem i aktorem Jacquesem Pillsem, z którym rozwiodła się 15 maja 1957. W drugiej połowie lat 50. romansowała z piosenkarzem Félixem Martenem oraz była związana z piosenkarzem Georgesem Moustakim i malarzem Douglasem Davisem. 9 października 1962 wyszła za młodszego od siebie o 21 lat fryzjera Theophanisa Lamboukasa (Théo Sarapo), który troskliwie opiekował się piosenkarką aż do jej śmierci.
Przyjaźniła się z Jeanem Cocteau, Dwightem Eisenhowerem i Marlene Dietrich.

## Dyskografia
- The Voice of the Sparrow: The Very Best of Édith Piaf
- Édith Piaf: Her Greatest Recordings 1935–1943
- Édith Piaf: 30th Anniversaire
- Eternelle: The Best Of (29 stycznia 2002)
- Hymn to Love: All Her Greatest Songs in English
- La Vie en rose
- The Very Best of Édith Piaf
- The Rare Piaf 1950-1962
- 75 Chansons
- Gold Collection
- Love and Passion
- Édith Piaf
- Montmartre Sur Seine
- 48 Titres Originaux

## Filmografia
- 1936 – La Garçonne
- 1941 – Montmartre-sur-Seine jako Lily
- 1946 – Étoile sans lumière jako Madeleine
- 1948 – Neuf garçons, un coeur jako Christine
- 1952 – Paris chante toujours!
- 1954 – French Cancan jako Eugénie Buffet
- 1954 – Boum sur Paris
- 1954 – Gdyby Wersal mógł mi odpowiedzieć (Si Versailles m’était conté) jako kobieta w tłumie
- 1958 – Música de siempre
- 1959 – Les Amants de demain jako Simone

### Filmy biograficzne o Piaf
- 1974 – Piaf, reż. Guy Casaril, w rolę Édith Piaf wcieliła się Brigitte Ariel. Film nakręcono na podstawie książki Simone Berteaut, przyjaciółki Édith Piaf.
- 1983 – Édith et Marcel (prod. fr.; reż. Claude Lelouch)
- 2003 – Édith Piaf – L’hymne pour l’amour; realizacja: Armand Isnar
- 2007 – Niczego nie żałuję – Edith Piaf (prod. fr., bryt., czech.; reż. Olivier Dahan)